# Elección legislativa de Francia de 1831
Las elecciones legislativas de Francia de 1831 se realizaron el 5 de junio de 1831.
Los diputados fueron elegidos utilizando el sufragio censitario, con un cuerpo electoral de 166.583 personas, de los que votaron 125.090, un 75,09% de participación.

## Resultados
| Partido | Partido      | Escaños |
| ------- | ------------ | ------- |
|         | Liberales    | 282     |
|         | Legitimistas | 104     |
|         | Republicanos | 73      |

- Datos: Q1275196